# Badger Lee (Oklahoma)
Badger Lee es un lugar designado por el censo ubicado en el condado de Sequoyah  en el estado estadounidense de Oklahoma. En el año 2010 tenía una población de 76 habitantes y una densidad poblacional de 42,22 personas por km².

## Geografía
Badger Lee se encuentra ubicado en las coordenadas 35°28′24.67″N 94°49′8.5″O / 35.4735194, -94.819028 (35.473521° -94.819029°). Según la Oficina del Censo de los Estados Unidos, Badger Lee tiene una superficie total de 0,703 mi² (1,8 km²), de la cual 0,701 mi² (1,8 km²) corresponden a tierra firme y 0,002 mi² (0 km²) es agua.